# Poul Sørensen (håndboldspiller)
 For alternative betydninger, se Poul Sørensen. (Se også artikler, som begynder med Poul Sørensen)
Poul Sørensen (født 23. april 1954 i Islev, Rødovre) er en tidligere dansk håndboldspiller som deltog under Sommer-OL 1984.
Han spillede håndbold for klubben Rødovre HK. I 1984 var han med på Danmarks håndboldlandshold som endte på en fjerdeplads under Sommer-OL 1984. Han spillede i alle seks kampe som målmand.